# Pokémon UNITE
『Pokémon UNITE』（ポケモンユナイト）は、 株式会社ポケモンとテンセントゲームズのゲーム開発部門TiMi Studiosが共同開発し、Android、iOSおよびNintendo Switch用のポケットモンスターシリーズ初のチーム戦略バトルゲーム（マルチプレイヤーオンラインバトルアリーナ）。Switch版は2021年7月21日に配信開始され、スマートフォン（Android/iOS）版は同年9月22日に配信開始された。2024年に3周年を迎えDL数は1億5000万を突破。

## 概要
2020年6月24日に株式会社ポケモンが公開したWeb番組「Pokémon Presents」の中で発表された。5対5（クイックバトルでは4対4または3対3）のチーム戦略バトルゲーム。ゲームマップは2つに分割され、それぞれに複数のゴールポイントがある。プレイヤーは、ゲームマップ内に存在するNPCの野生ポケモンを倒すか、相手プレイヤーを倒すとポイント「エオスエナジー」を獲得し、集めたエナジーを自陣営と異なる色のゴールに運んで入れれば自分のチームの得点になる。各試合には10分（クイックバトル、ボスバトルでは5分）の時間制限があり、各試合終了時までに合計得点が最も高いチームが勝利となる。なお、同点の場合はその点数に早く達したチームの勝ちとなる。また、このゴールは一定の累計ポイントで消失するものとしないものや、それぞれの陣営のみ入れられるものと、両陣営のどちらも入れるものがあり、マップによって異なるものが設置されている。
クイックバトルでは、ルールは同じだが通常のユナイトバトルよりも規模が縮小されたものや、過去には条件を足したもの（ピカチュウのみが参加可能なエブリバディピカピカフェス、倒した野生ポケモンを一定時間使えるキャッチアンドバトルなど）、タイムアタック形式でボスポケモンを素早く倒してより高スコアを目指すボスバトルが開催されていた。(通常のクイックバトルとキャッチアンドバトルのみ常時開催)
プレイヤーが操作するポケモンは毎試合レベル1からスタートし、野生のポケモンか相手プレイヤーを倒すか時間経過で経験値を獲得してレベルアップ（最大15レベル）していき、新しいわざや効果が追加されたり元の効果を増強した、元のわざ名に+がつくわざ（例：10まんボルト→10まんボルト+）にアップグレードできるようになる。一部のポケモンは一定のレベルまで到達すると進化する（但し時間経過による経験値取得では進化レベルには到達できない。進化レベルはポケモンによって異なる）。ただし、ピカチュウのように最終進化の段階まで進化出来ないポケモンや、逆にルカリオのような、試合開始時に既に最終進化の段階まで進化しているポケモンも存在する。また、ニンフィアやエーフィなどのような、選んだライセンスによって、共通する進化前のポケモンが覚える技や技の効果が変化するものや、ストライクのような、覚える技によって進化するかしないかが決まるポケモン、ダクマのような、事前に選択したフォルムのウーラオスに進化するポケモンも存在する。通常ポケモンのみならず、リージョンフォームや一部の伝説・幻のポケモン、ウルトラビーストも登場している。
本作には、どのポケモンにも設定されている能力値を練習場に出現するみがわりにんぎょうでしか確認できなかったり、ポケモンゲームで一般的なシステムである「タイプ相性」がなかったりする一方で、試合中に効果を発揮する持ち物を最大3種類持たせられたり、持ち物とは別でバトルアイテムというものを試合中に使うことができたり（1個のみ）、各ポケモンに固有の「ユナイトわざ」が搭載されていたりする。

## 参戦ポケモン
操作キャラとして使えるポケモンたち
凡例
- 太文字で記述されているポケモンは進化前の状態からスタートし、細文字で記述されているポケモンはその進化形態で固定されているポケモンや、進化形態が無いポケモンとなっている
- ▲ - 分岐進化するポケモン
- ★- ホロウェアで着せ替え可能なポケモン
- ■ - 特殊演出のあるホロウェアが着せ替え可能なポケモン
- （）内の数字 - ライセンスの購入に必要なエオスコインの数
- ［］内の数字 - ライセンスの購入に必要なジェムの数
- 〈〉内の内容 - 特殊な方法でのライセンスの入手条件

アタック型
特徴 - 遠距離攻撃に優れている
- ピカチュウ（声 - 大谷育江）★■（6000）［345］
- ゲッコウガ★■（10000）［575］〈14daysログインボーナスの14日目に入手可能〉
- フシギバナ★■（8000）［460］〈トレーナーレベル5到達時の報酬として入手可能〉
- アローラキュウコン★■（8000）［460］〈14daysログインボーナスの2日目に入手可能〉
- ウッウ★■（8000）［460］
- エースバーン★■（8000）［460］〈14daysログインボーナスの8日目に入手可能〉
- サーナイト★■（8000）［460］
- ニンフィア★■（10000）［575］
- ジュナイパー★■（10000）［575］ ＜チュートリアル後の最初の一匹として入手可能＞
- ジュラルドン★（10000）［575］
- エーフィ★■（10000）［575］〈期間限定イベントミッションで入手可能〉
- マフォクシー★■（10000）［575］
- グレイシア★■（10000）［575］〈期間限定イベントミッションで入手可能〉
- ミュウ★■〈期間限定イベントミッションで入手可能〉（12000）［575］
- ドラパルト■★(14000)［575］
- シャンデラ★(12000)［575］
- ミュウツー(Y)■★(16000)［575］〈期間限定イベントミッションで入手可能〉
- インテレオン■★(13000)［575］
- ミライドン■★（15000）［575］〈期間限定イベントミッションで入手可能〉
- グレンアルマ■★（13000）［575］
- アローラライチュウ■★（13000）［575］
- ラティオス■★（15000）［575］〈期間限定イベントミッションで入手可能〉

バランス型
特徴 - 全体的なバランスが優れており、ファイトを得意とする
- リザードン★■（6000）［345］〈チュートリアル後の最初の一匹として入手可能〉
- ルカリオ★■（10000）［575］
- カイリキー★■（8000）［460］
- ガブリアス★■（10000）［575］
- アマージョ★■（10000）［575］〈ゲームにログインして入手可能、ただし2021年12月9日 - 2022年1月1日 午前9時までの期間限定〉
- カイリュー★■（10000）［575］
- ギルガルド★■（10000）［575］
- マリルリ★■（10000）［575］
- マッシブーン★■（12000）［575］
- バンギラス★■（14000）［575］
- ハッサム★■（12000）［575］〈レベル5で技「バレットパンチ」を覚えるとストライクから進化する〉
- ウーラオス▲★（12000）［575］
- ザシアン★■（15000）［700］〈期間限定イベントミッションで入手可能〉
- ミュウツー(X)★■(16000)［575］〈期間限定イベントミッションで入手可能〉
- バシャーモ★■（14000)［575］
- ミミッキュ★■（15000)［575］
- メタグロス★■（14000）［575］
- ギャラドス★■（15000）［575］〈4周年直前記念イベントで配布〉
- タイレーツ★■（13000）［575］
- ソウブレイズ★■（13000）［575］
- デカヌチャン★■（13000）［575］
- スイクン★■（15000）［575］〈期間限定イベントミッションで入手可能〉

ディフェンス型
特徴 - 耐久力、敵への妨害、味方を守る事に優れている
- カビゴン★■（6000）［345］
- イワパレス★■（8000）［460］〈ビギナーズチャレンジを全てクリアで入手可能〉
- ヤドラン★（8000）［460］〈トレーナーレベル2到達時の報酬として入手可能〉
- カメックス★■（8000）［460］
- マンムー★（8000）［460］
- ヨクバリス★■（8000）［460］
- オーロット★■（10000）［575］
- ヌメルゴン★（12000）［575］
- ラプラス★■（12000）［575］
- ブラッキー★■（12000）［575］〈期間限定イベントミッションで入手可能〉
- ホウオウ★■（15000）［575］〈期間限定イベントミッションで入手可能〉

サポート型
特徴 - 味方の能力上昇、回復、敵へのデバフなどに優れている
- ワタシラガ★（6000）［345］
- バリヤード★■（8000）［460］
- プクリン★（8000）［460］
- ハピナス★（8000）［460］
- フーパ★（10000）［575］〈期間限定イベントミッションで入手可能〉
- ピクシー★■（12000）［575］
- ヤミラミ★■（12000）［575］
- キュワワー★■（12000）［575］
- コダック★■（13000）［575］
- マホイップ★■（13000）［575］
- ラティアス★■〈期間限定イベント、現在開催中ミッションで入手可能〉

スピード型
特徴 - 奇襲に優れている（機動力が高い）攻撃、特攻の数値が高く防御の数値が低く設定されている
- ファイアロー★■（6000）［345］〈チュートリアル後の最初の一匹として入手可能〉
- アブソル★■（10000）［575］
- ゲンガー★■（10000）［575］
- ゼラオラ★■〈ゼラオラミッションのクリア報酬で入手可能〉
- ドードリオ★（14000）［575］
- （ストライク）〈ハッサムのライセンスを使用し、レベル5で技「ダブルウィング」を覚えることで、ハッサムに進化せずにバトルに参加できる〉
- ゾロアーク★■（14000）［575］
- リーフィア★■（13000）［575］〈期間限定イベントミッションで入手可能〉
- マスカーニャ★■（13000）［575］〈期間限定イベントミッションで入手可能〉
- ダークライ★■（15000）［575］〈期間限定イベントミッションで入手可能〉
- ガラルギャロップ★■（13000）［575］

## 反響

### 配信前
ポケモンユナイトの発表は賛否の混じった様々な評価が寄せられ、メディアは本作が新しい対戦型ゲームシーンを新たなユーザに広げる可能性があると論じた。アメリカのポケモン公式YouTubeチャンネル上のこの発表の動画には24時間以内に17万を超える低評価がつき、同チャンネルで最も評価の低い動画になった。英語圏のメディアはこのファンからの反発について、中国のIT大手テンセント系の関与、基本プレイ無料モデル、および過去のPokémon Presentsで本作を「大きなプロジェクト(Big Project)」として発表していたことによって多くのファンが『New ポケモンスナップ』のような既存のポケモンシリーズ作品に近い新作や、『ダイヤモンド・パール』のリメイク(ブリリアントダイヤモンド・シャイニングパール)、あるいは『Let's Go! ピカチュウ・Let's Go! イーブイ』の続編が発表されると予想していたことに起因すると報じた。

### 配信後
2021年7月のSwitch版の配信開始から約4ヶ月半でダウンロード回数は5000万回に達し、2022年12月には1億回、2024年7月時点で1億5000万回を突破している。